# 투리야
투리야(산스크리트어: तुरीय Turīya, Turiya)의 문자 그대로의 의미는 "네 번째" 또는 "넷"이다. "네 번째" 또는 "넷"이라는 일반적인 의미의 용법을 제외할 경우, 힌두교와 힌두 철학에서 이 낱말은 크게 다음의 두 가지 용도로 사용된다.
1. 4종의 베다 정전:
힌두교의 정전(正典)을 이루는, 《리그베다》·《야주르베다》·《사마베다》·《아타르바베다》의 4종의 삼히타("집성"을 뜻한다)를 가리킨다.
2. 순수 의식 또는 순수 의식의 경험:
세 가지 의식 상태를 초월하여 항상 존재하는 초월적인 의식을 가리킨다.

이 문서의 이하 내용은 이들 중 두 번째의 의미에 대한 내용이다.
힌두 철학(Hindu philosophy)에서 투리야(turiya) 또는 차투르타(chaturtha)는 순수 의식(pure consciousness) 또는 순수 의식을 경험하는 것을 지칭한다. 힌두 철학에서, 순수 의식으로서의 투리야는 그 자체로는 결코 다른 어떤 것으로 변하거나 진화 또는 전변하지 않는 초월적인(transcendental) 것으로 이해되고 있다. 투리야의 문자 그대로의 뜻이 "네 번째"이므로 세 가지 의식 상태 외의 네 번째 의식 상태가 있다는 의미로 받아들여지기 쉽지만, 힌두 철학에서는 순수 의식으로서의 투리야를 의식의 "한 상태(a state)"라고 하지는 않는데 그 이유는 "상태(state)"라는 말에는 그 자체의 성질이 "변화한다(change)"는 의미가 함의되어 있기 때문이다. 투리야는 다음의 세 가지의 일반적인 의식 상태들(states)이 출현하는 근저가 되지만 또한 이들을 초월해 있는 "의식 그 자체(순수 의식)"를 가리키는 낱말이다:
1. 깨어 있는 의식 상태(state of waking consciousness): 산스크리트어로는 자그라타 (Jagrata)
2. 꿈을 꾸고 있을 때의 의식 상태(state of dreaming): 산스크리트어로는 스바프나 (Svapna)
3. 깊이 숙면에 들었을 때의 의식 상태(state of dreamless sleep): 산스크리트어로는 수수프티(Susupti)

인간인 욕계(欲界), 천사인 색계(色界),  무색계(無色界)는 중생의  투리야(Turiya)의 세계에 태어난   한다. 힌두교의   유상삼매(有想三昧), 일시성 무상삼매(無想三昧), 완전한 무상삼매(無想三昧)에서 경험하는데 유상삼매에서는 매우 노력해야 잠깐    무상삼매는 매우 노력하지  얼마간[一時]   드는 경지이고 완벽한 무상삼매에서는 깨나 어디에서나 투리야 상태가 지속된다.

## 같이 보기
- 깨달음(Enlightenment)
- 사마디(Samādhi · 삼매 · 三昧)
- 유식설(Consciousness-only)의 아뢰야식과 제9식
- 대승기신론의 일심 또는 중생심
- 원효의 일심사상
- 성철의 돈오돈수 사상
- 힌두교의 삼키아 철학